# Jewgeni Jewgenjewitsch Koroljow
Jewgeni Jewgenjewitsch Koroljow (russisch Евгений Евгеньевич Королёв, wissenschaftliche Transliteration: Evgeny Korolev, * 14. Februar 1988 in Moskau, Sowjetunion) ist ein ehemaliger russisch-kasachischer Tennisspieler. Er ist ein Cousin der ehemaligen russischen Tennisspielerin Anna Kurnikowa.

## Karriere
Jewgeni Koroljow wurde in Moskau geboren und begann dort im Alter von vier Jahren das Tennisspielen mit seinem Vater. Dieser spielte Eishockey und ist auch heute noch sein Coach.  Obwohl Koroljow niemals bei den Junioren spielte, holte er bereits im Alter von 15 Jahren seine ersten ATP-Punkte bei drei Challenger-Turnieren in Deutschland. Sein älterer Bruder Alexey unterstützt ihn bei geschäftlichen Angelegenheiten und ist gleichzeitig sein Physiotherapeut. Neben Russisch spricht er auch Deutsch und Englisch, was er bereits im Alter von sieben Jahren mit einem Privatlehrer übte.
Auf der Challenger Tour gewann Koroljow 2005 in Aachen seinen ersten Einzeltitel, im Jahr darauf folgte der Titelgewinn in Düsseldorf. 2006 sicherte er sich in Grenoble mit Teimuras Gabaschwili auch seinen ersten Doppel-Titel. In den beiden Saisons darauf gelang Koroljow jeweils der Turniersieg in Aachen, ehe er 2009 nicht nur in Stettin seinen fünften Einzel- und in Mons mit Denis Istomin seinen zweiten Doppeltitel auf Challenger-Ebene gewann, sondern in Delray Beach auch erstmals in einem Finale der World Tour stand. In diesem unterlag Koroljow, der erst nach erfolgreicher Qualifikation ins Hauptfeld rückte, Mardy Fish mit 5:7 und 3:6. Sein letzter Titelgewinn gelang ihm 2013 beim Challenger-Turnier in Marburg mit dem Sieg in der Doppelkonkurrenz. Sein Partner war dieses Mal Andrei Golubew. Bei Grand-Slam-Turnieren kam er im Einzel lediglich 2010 bei den Australian Open über die zweite Runde hinaus, scheiterte dann aber in Runde drei. Im Doppel schied er bei insgesamt fünf Grand-Slam-Teilnahmen dreimal in der ersten und zweimal in der zweiten Runde aus. Seine höchsten Platzierungen in der Weltrangliste erreichte er jeweils in der Saison 2010 mit Rang 46 im Einzel und Rang 113 im Doppel.
Zwischen 2011 und 2015 bestritt Koroljow insgesamt neun Begegnungen für die kasachische Davis-Cup-Mannschaft. Er gewann eine seiner fünf Einzelpartien, während er alle seine vier Doppelpartien verlor. Vor 2011 wurde er und ab 2016 wird er von der ATP wieder als Russe geführt.
Nach anhaltenden Verletzungsproblemen erklärte er im November 2014 seinen Rücktritt, seitdem tritt er jedoch gelegentlich noch bei Turnieren, meist Challengern, an.

## Erfolge

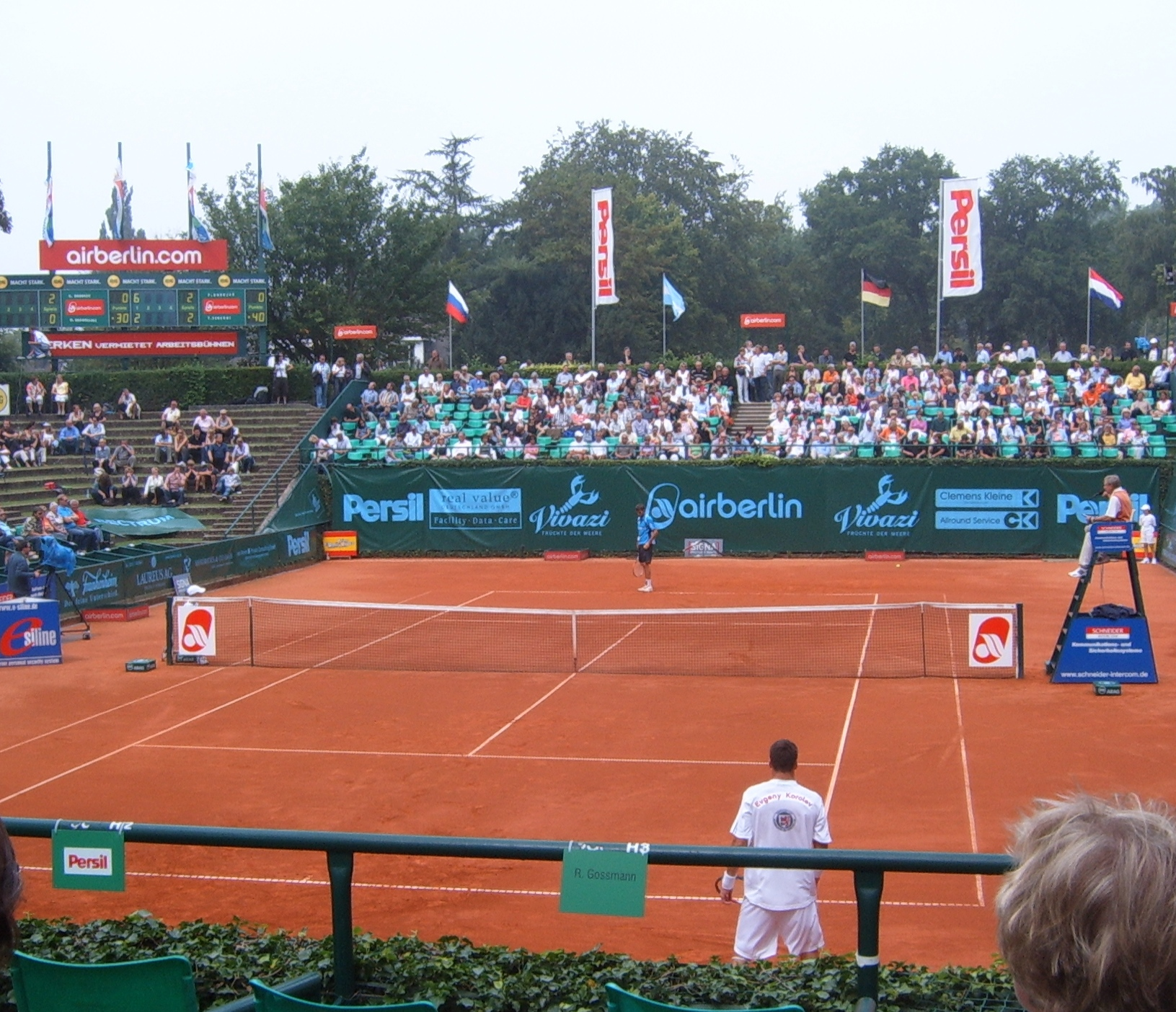
Koroljow während eines Bundesligaspiels in Düsseldorf

| Legende (Anzahl der Siege)                       |
| Grand Slam                                       |
| Tennis Masters Cup ATP World Tour Finals         |
| ATP Masters Series ATP World Tour Masters 1000   |
| ATP International Series Gold ATP World Tour 500 |
| ATP International Series ATP World Tour 250      |
| ATP Challenger Tour (8)                          |

### Einzel

#### Turniersiege
| Nr. | Datum              | Turnier    | Belag         | Finalgegner         | Ergebnis   |
| --- | ------------------ | ---------- | ------------- | ------------------- | ---------- |
| 1.  | 31. Oktober 2005   | Aachen (1) | Teppich (i)   | Raemon Sluiter      | 6:3, 7:67  |
| 2.  | 4. September 2006  | Düsseldorf | Sand          | Andreas Vinciguerra | 7:64, 6:3  |
| 3.  | 29. Oktober 2007   | Aachen (2) | Teppich (i)   | Andreas Beck        | 6:4, 6:4   |
| 4.  | 27. Oktober 2008   | Aachen (3) | Teppich (i)   | Ruben Bemelmans     | 7:65, 7:63 |
| 5.  | 20. September 2009 | Stettin    | Hartplatz (i) | Florent Serra       | 6:4, 6:3   |

#### Finalteilnahmen
| Nr. | Datum        | Turnier      | Belag         | Finalgegner | Ergebnis |
| --- | ------------ | ------------ | ------------- | ----------- | -------- |
| 1.  | 1. März 2009 | Delray Beach | Hartplatz (i) | Mardy Fish  | 5:7, 3:6 |

### Doppel

#### Turniersiege
| Nr. | Datum              | Turnier  | Belag         | Partner              | Finalgegner                          | Ergebnis           |
| --- | ------------------ | -------- | ------------- | -------------------- | ------------------------------------ | ------------------ |
| 1.  | 30. September 2006 | Grenoble | Hartplatz (i) | Teimuras Gabaschwili | Thomas Oger Nicolas Tourte           | 7:5, 6:4           |
| 2.  | 11. Oktober 2009   | Mons     | Hartplatz (i) | Denis Istomin        | Alejandro Falla Teimuras Gabaschwili | 6:74, 7:64, [11:9] |
| 3.  | 29. Juni 2013      | Marburg  | Sand          | Andrei Golubew       | Jesse Huta Galung Jordan Kerr        | 6:3, 1:6, [10:6]   |